# Eupithecia griveaudi
Eupithecia griveaudi là một loài bướm đêm trong họ Geometridae.